# Thelairodoriopsis maracasi
Thelairodoriopsis maracasi är en tvåvingeart som beskrevs av Thompson 1968. Thelairodoriopsis maracasi ingår i släktet Thelairodoriopsis och familjen parasitflugor. Inga underarter finns listade i Catalogue of Life.